# Al-Seebstadion
Het Al-Seebstadion (ملعب السيب الرياضي) is een multifunctioneel stadion in Al-Seeb, een stad in Oman.
In het stadion is plaats voor 14.000 toeschouwers. Het stadion werd geopend in 2004. Er ligt een grasveld van 105 bij 68 meter en in de buurt ligt tevens een kleiner trainingsveld.
Het stadion wordt vooral gebruikt voor voetbalwedstrijden, de voetbalclub Seeb Club maakt gebruik van dit stadion. De nationale voetbalelftallen van Oman en Syrië speelden ook regelmatig een internationale wedstrijd in dit stadion. Bijvoorbeeld kwalificatiewedstrijden voor het wereldkampioenschap voetbal van 2018. 
Ook werden er wedstrijden gespeeld tijdens het Aziatisch kampioenschap voetbal onder 22 van 2014.